# Tesshō Genda
Tesshō Genda (玄田 哲章?, Genda Tesshō; Prefettura di Okayama, 20 maggio 1948) è un attore e doppiatore giapponese, affiliato con la 81 Produce.
Quando ha debuttato, utilizzava il suo vero nome, Mitsuo Yokoi (横居 光雄?, Yokoi Mitsuo).. Dato che aveva esperienza con il balletto, era conosciuto con il nome "Pirouette Genda."
Insieme ad altri noti doppiatori come Akio Ōtsuka, Shigeru Chiba e Kōichi Yamadera, Genda è uno dei doppiatori più prolifici del Giappone, con 234 ruoli accreditati a suo nome al 25 settembre 2007.
Fra gli altri ruoli interpretati, fra i più celebri si possono citare Masami Iwaki (Dokaben), Suppaman (Dr. Slump and Arale-chan), Gō Reietsu (High School! Kimengumi), Optimus Prime (A.K.A. Convoy) (Transformers), Umibouzu (City Hunter), Ichimi Araiwa (Cooking Papa), ed Action Kamen (Crayon Shin-chan). È inoltre la voce giapponese di Tigro nei cartoni animati di Winnie the Pooh e di Batman in vari film e cartoni animati. Come la sua controparte canadese Peter Cullen, Tesshō ha ripreso il ruolo di Optimus Prime (Convoy) nell'adattamento giapponese del film del 2007 Transformers.
Nel febbraio 2010, ha ricevuto un "premio al merito" in occasione del quarto Seiyū Awards.

## Doppiaggio

### Serie televisive anime
- Science Ninja Team the Gatchaman (1972–1974)
- Baby Felix (2001, Bull)
- Brave Raideen (1975–1976, God Raideen, Danny Amagai)
- Dokaben (1976–1979, Masami Iwaki)
- Vultus 5 (1977–1978, Daijirou Gou)
- Cyborg 009 (1979–1980, Mack, Man in Black, Thunder)[4]
- Mobile Suit Gundam (1979–1980, Slegger Law, Reed)
- The Wonderful Adventures of Nils (1980–1981, Golgo)
- Dogtanian and the Three Muskehounds (1981, Porthos)
- Around the World with Willy Fog (1981, Mr. Sullivan)
- Hyakujūō Golion (1981–1982, Tsuyoshi Seidō)
- Il dr. Slump e Arale (1981–1986, Suppaman)
- Lamù (1981–1986, Rei)
- Miyuki (1983–1984, Torao Nakata)
- Transformers (1984–1987, Convoy/Optimus Prime, Omega Supreme)
- High School! Kimengumi (1985–1987, Reietsu Gō)
- Mobile Suit Gundam ZZ (1986–1987, Gemon Bajakku, Desert Rommel)
- Dragon Ball (1986–1989, Shū)
- I Cavalieri dello zodiaco (1986–1989, Toro)
- City Hunter (1987–1991, Umibouzu/Hayato Ishūin/Falcon)
- Peter Pan (1989, Alf)
- Parasol Henbē (1989–1991, Gorita)
- Saban's Adventures of the Little Mermaid (1991, Duhdlee)
- Cooking Papa (1992–1995, Ichimi Araiwa)
- Yu Yu Hakusho (1992–1995, Toguro minore)
- Crayon Shin-chan (1992-in corso, Action Kamen)
- Magic Knight Rayearth (1994–1995, Selece)
- Future Police Urashiman (Stinger Wolf)
- Street Fighter II V (1995, Guile)
- The Vision of Escaflowne (1996, Balgus)
- Dragon Ball GT (1996–1997, Shū)
- Chōmashin Eiyūden Wataru (1997–1998, Ryūjinmaru)
- What a Mess Slump e Arale (1997–1999, Suppaman)
- Cowboy Bebop (1998–1999, Domino Walker)
- Kakyūsei (Elf edition) (1999, Sadaoka)
- The Big O (1999–2000, Dan Dastun)
- Cybersix (1999–2000, Lucas)
- Haré+Guu (2001, Boar)
- Z.O.E. Dolores,i (2001, James Lynx)
- Rave - The Groove Adventure (2001–2002, King e Gale Leagrove)
- Mahoromatic (2001–2003, Yūichirō Konoe)
- Naruto (2002–2017, Volpe a Nove Code)
- The Big O (2003, Dan Dastun)
- Wolf's Rain (2003, Sea Walrus)
- Konjiki no Gash Bell!! (2003–2006, Professor D'Artagnan)
- Agatha Christie's Great Detectives Poirot and Marple (2004–2005, Kelvin)
- Transformers Super Link (2004–2005, Primus)
- Yakitate!! Japan (2004–2006, Tsuyoshi Mokoyama)
- Angel Heart (2005–2006, Umibozu/Falcon)
- Transformers Galaxy Force (2005–2006, Primus)
- Seto no Hanayome (2007, Luna's Father)
- Kenichi: The Mightiest Disciple (2007, Sogetsu Ma)
- Shin Mazinger (2009, Narrator, Cross)
- Heroman (2010, Brian Carter Jones)
- Panty & Stocking with Garterbelt (2010, Ostimus Surprise)
- Smile Pretty Cure! (2012–2013, Pierrot)
- Fairy Tail (2015, Warrod Sequen)
- "My Love Story!! (2015, Yutaka Goda)
- One Piece (Kaido)
- Gintama (2005–2018, Hedoro)
- Overlord (2018, Neuronist Painkill)
- How Heavy Are the Dumbbells You Lift? (2019, Harnold Dogegenchonegger)
- Kengan Ashura (2019, Gensai Kuroki)
- Seton Academy: Join the Pack! (2020, Gigas Terano, Narrator)
- Kaiju No. 8 (2024, Isao Shinomiya)

### OVA e ONA
- Dallos (1983, Doc McCoy)
- Dragon Century (1985, Sgt. Sagara)
- Prefectural Earth Defense Force (1986, Takei Sukekubo)
- Violence Jack: Harlem Bomber (1986, Violence Jack)
- Legend of the Galactic Heroes (1988–1997, Karl Gustav Kemp)
- Shin Mashin Eiyūden Wataru: Mashinyama-hen (1989, Ryūjinmaru)
- Gosenzo-sama Banbanzai (1989–1990, Fumiaki Muroto)
- Record of Lodoss War (1990, Captain Jebra)
- Sol Bianca (1990–1992, Melanion)
- Blazing Transfer Student (1991, Saburō Ibuki)
- RG Veda (1991, Komoku-ten)
- Sohryuden (1991–1993, Saburō Shinkai)
- Mobile Suit Gundam 0083: Stardust Memory (1991–1992, Kelly Layzner)
- Bastard!! Destructive God of Darkness (1992, Gara)
- Konpeki no Kantai (1993–2003, Kurara Ōishi)
- Dōkyūsei (1994–1995, Master)
- Ys: Castle in the Heavens (1995, Dogi)
- Mobile Suit Gundam: The 08th MS Team (1996–1999, Terry Sanders Jr.)
- Golgo 13: Queen Bee (1998, Golgo 13)
- Garouden: The Way of the Lone Wolf (2024, Sōichirō Izumi)
- Leviathan (2025, Sultano)

### Film
- 11 Nin Iru! (Ganigus Gagtos)
- Akira (Ryūsaku)
- Bonobono (Higuma no Taishō)
- City Hunter The Movie: Angel Dust (Umibozu)
- Crayon Shin-chan - Action Kamen VS Haigure maō (Action Kamen/Tarō Kyōgō)
- Crayon Shin-chan - Arashi o yobu - Appare! Sengoku dai kassen (Sakai Hayatonosuke Akitada)
- Crayon Shin-chan - Arashi o yobu - Utau ketsudake bakudan! (Ketsudake Commanding Officer)
- Crayon Shin-chan - Arashi o yobu! Yūhi no Kasukabe Boys (Security Commanding Officer)
- Crayon Shin-chan - Arashi o yobu jungle (Action Kamen/Tarō Kyōgō)
- Crayon Shin-chan - Bakuhatsu! Onsen wakuwaku dai kessen (Ground Self-Defense Forces Tank Corps Commanding Officer)
- Crayon Shin-chan - Chō arashi o yobu - Kinpoko no yūsha (Action Kamen)
- Crayon Shin-chan - Dengeki! Buta no Hizume dai sakusen (Kinniku)
- Crayon Shin-chan - Henderland no dai bōken (Action Kamen)
- Crayon Shin-chan - Unkokusai no yabō (Friedkin Tamashiro)
- Densetsu Kyojin Ideon: Hatsudō Hen (Soldier)
- Densetsu Kyojin Ideon: Sesshoku Hen (Professor Yūki)
- Doraemon: Nobita no Makai Daibōken (Kanbu Akuma #A)
- Doraemon: Nobita no Uchū Hyōryūki (Goro Goro)
- Dragon Ball: Il torneo di Miifan (Shū)
- Dragon Ball Z: Il diabolico guerriero degli inferi (Janenba, Psyche Ogre)
- Dragon Ball Z: La minaccia del demone malvagio (Bojack)
- Eiga Suite Pretty Cure - Torimodose! Kokoro ga tsunagu kiseki no melody (Howling)
- Future War 198X (Akita)
- Gekijōban Duel Masters: Yami no Shiro no Maryūkō (Calls of the Death Phoenix) (Agamemunon)
- Gekijōban Pocket Monsters: Mewtwo no Gyakushū (Kamex, scientist)
- Gekijōban Tottoko Hamtarō: Ham Ham Paradise! Hamtarō to Fushigi no Oni no Ehontō (Oni-Ham King)
- Ghost in the Shell (Chief Nakamura)
- Hare Tokidoki Buta (Father)
- High School! Kimengumi (Reietsu Gō)
- Un'estate con Coo (Director)
- Kidō Senshi Gundam: Dai 08MS Shōtai: Miller's Report (Terry Sanders Junior)
- Kidō Senshi Gundam 0083: Zion no Zankō (Kelly Layzner)
- Kidō Senshi Gundam III: Meguri Ai Uchū-hen (Dozle Zabi)
- Kindaichi Shōnen no Jikenbo 2: Satsuriku no Deep Blue (Saitō)
- One Piece: Avventura all'Isola Spirale (Bear King)
- Saint Seiya: Kamigami no Atsuki Tatakai (Fighter God Rung)
- Soreike! Anpanman: Niji no Pyramid (Amefurioni, Sunao)
- Soreike! Anpanman: Yōsei Lin Lin Himitsu (Sunao)
- Toire no Hanako-san (Iwao Iwayama)
- Touch 3: Kimi ga Tōrisugita Atoni (Principal)
- Baldios - Il guerriero dello spazio (Raita Hokuto)
- Lupin III - La lacrima della Dea (Vicepresidente)
- Lupin III - L'ultimo colpo (Andre)

### Videogiochi
- Ajito 3 (Astro Bomber)
- Atelier Iris 2: The Azoth of Destiny (Hagel)
- Bayonetta (Rodin)
- Bayonetta 2 (Rodin)
- Bayonetta 3 (Rodin)
- Capcom Fighting Jam (Zangief)
- Capcom vs. SNK: Millennium Fight 2000 (Zangief)
- Capcom vs. SNK 2 (Zangief)
- Cobra the Arcade (Gypsy Dog)
- Videogiochi di Shin Chan (Action Kamen)
- Cyberbots: Full Metal Madness (Gawaine Murdock, Ken Saotome)
- Cyber City Oedo 808: Kemono no Zokusei (Gogol)
- Devil's Third (Charles Caraway)
- Dirge of Cerberus: Final Fantasy VII (Azul)
- Dissidia Final Fantasy: Opera Omnia (Yang)
- Dragon Ball Z: Super Butōden 2 (Bojack)
- Dragon Ball Z: Budokai Tenkaichi (Bojack, Janemba)
- Dragon Ball Z: Shin Budokai (Janemba)
- Dragon Ball Z: Budokai Tenkaichi 2 (Bojack, Janemba, Shū)
- Dragon Ball Z: Shin Budōkai 2 (Janemba)
- Dragon Ball Z: Budokai Tenkaichi 3 (Bojack, Janemba, Shū)
- Dragon Ball: Origins (Shū, Bacterian)
- Dragon Ball Z: Infinite World (Janemba)
- Dragon Ball: Revenge of King Piccolo (Generale White, Shū)
- Dragon Ball: Raging Blast 2 (Bojack, Janemba)
- Dragon Ball Z: Ultimate Tenkaichi (Janemba)
- Dragon Ball Xenoverse 2 (Janemba, Bojack)
- Dragon Ball FighterZ (Janemba)
- Dragon Ball Legends (Bojack, Janemba)
- Dragon Ball Z: Kakarot (Shū)
- Dragon Ball: Sparking! Zero (Shū, Bojack, Janemba)
- Dragon Quest Heroes II (Re di Kala)
- Dragon Quest Rivals (Russel)
- DreamMix TV World Fighters (Optimus Prime)
- Dynasty Warriors: Gundam 3 (Dozle Zabi)
- Enemy Zero (Ronny)
- Evil Zone (Gally 'Vanish' Gregman)
- Final Fantasy IV (Remake) (Yang)
- Fitness Boxing: Fist of the North Star (Raoh)
- Gekitō Pro Yakyū: Shinji Mizushima All-Stars vs. Pro Yakyū (Masami Iwaki)
- God of War (Kratos)
- God of War II (Kratos)
- God of War: Chains of Olympus (Kratos)
- God of War III (Kratos)
- God of War Ascension (Kratos)
- Granblue Fantasy (Mugen, Wardant, Primordial Abomination)
- Granblue Fantasy: Relink (Zathba)
- Growlanser (Wallace)
- Gundam Battle Chronicle (Dozle Zabi)
- Gundam Battle Royale (Dozle Zabi)
- Harry Potter e la pietra filosofale (Rubeus Hagrid)
- I Cavalieri dello zodiaco - Il Santuario (Toro)
- I Cavalieri dello zodiaco - Hades (Toro)
- I Cavalieri dello zodiaco - Cronache di guerra (Toro)
- Il professor Layton e la maschera dei miracoli (Ispettore Sheffield)
- J-Stars Victory Vs (Toguro minore, Raoh)
- Jump Force (Toguro minore)
- Kaizō Chōjin Shubibinman 3: Ikai no Princess (Bacchi)
- Kessen (Ieyasu Tokugawa)
- Kidō Senshi Gundam: Gihren no Yabō (Slegger Law, Rommel, Kelly Layzner)
- Kingdom Hearts (Tigro)
- Kingdom Hearts II (Tigro)
- Kingdom Hearts Re:Chain of Memories (Tigro)
- Kingdom Hearts Birth by Sleep (Tigro)
- Kingdom Hearts III (Tigro)
- Konjiki no Gash Bell!! Unare! Yūjō no Gekeru 2 (Professor D'Artagnan)
- Konoyo no Ha Tede Koi wo Uta u Shōjo Yu-No (Bask)
- Kūsō Kagaku Sekai Gulliver Boy (Danshaku Mangetsu)
- Last Bronx (Saburo Zaimoku)
- Live A Live (Remake) (Capo dei Kuu, Generale Yamazaki)
- Magic Pengel: The Quest for Color (voci aggiuntive)
- Makai Kingdom: Chronicles of the Sacred Tome (Mickey)
- Marvel's Spider-Man (Wilson Fisk/Kingpin)
- Marvel's Spider-Man: Miles Morales (Wilson Fisk/Kingpin)
- Mashin Eiyūden Wataru: Another Step (Ryūjinmaru, Tenshō Ryūjinmaru)
- Mega Man Legends (Teisel Bonne)
- Mega Man Legends 2 (Teisel Bonne)
- Mega Man X7 (Soldier Stonekong, Ride Boarski)
- Mobile Suit Gundam: Encounters in Space (Dozle Zabi)
- Namco × Capcom (Unknown Soldier 2P, Mike Haggar)
- No More Heroes: Heroes' Paradise (Dark Star)
- One Piece: Pirate Warriors 4 (Kaido)
- Onimusha 3 (Heihachirō Honda)
- Phantom Kingdom (The Top of Jashin Valvalga, Mickey)
- PlayStation All-Stars Battle Royale (Kratos)
- Quake III Revolution (Arena Master Vadrigar)
- Rune Factory: Guardians of Azuma (King Ura)
- Saint Seiya: Brave Soldiers (Toro)
- Saint Seiya: Soldiers' Soul (Toro)
- Saint Seiya: Rising Cosmo (Toro)
- SD Gundam G Generation series (Kelly Layzner, Gemon Bajack, Rommel, Terry Sanders Junior, Dennis Napalm, Breib Cod)
- Sengoku Basara series (Shingen Takeda)
- Shin Super Robot Taisen (Jirō Gōdai)
- Shinsengumi Gunraw Den (Isami Kondō)
- Soulcalibur: Broken Destiny (Kratos)
- Spikeout: Digital Battle Online (White)
- Spyro the Dragon (Dragon)
- Star Wars: Galactic Battlegrounds (Mace Windu)
- Street Fighter EX (Guile)
- Street Fighter EX 2 (Guile)
- Street Fighter EX 3 (Guile)
- Super Robot Taisen F (Hannibal Gen, Semūju Shatto)
- Super Robot Taisen F: Kanketsu Hen (Slegger Law, Hannibal Gen, Semūju Shatto, Kelly Layzner)
- Super Robot Wars Alpha (Daijiro Gou, Kelly Layzner)
- Super Robot Wars Alpha Gaiden (Daijiro Gou)
- Super Robot Wars Alpha 2 (Daijiro Gou, Kelly Layzner)
- Super Robot Wars Alpha 3 (Daijiro Gou, Hannibal Gen)
- Super Robot Wars A Portable (Kelly Layzner, Daijiro Gou)
- Super Robot Wars Z (Kensaku Kira, Raita Hokuto)
- Super Robot Wars Z2: Destruction Chapter (Kensaku Kira, Raita Hokuto)
- Super Robot Wars Z2: Rebirth Chapter (Kensaku Kira, Raita Hokuto)
- Super Robot Wars V (Desert Rommel)
- Super Robot Wars X (Ryujinmaru)
- Super Robot Wars 30 (Daijiro Gou)
- Super Smash Bros. Ultimate (Rodin)
- Tales of Destiny (Mighty Kongman, Tiberius Tōkei)
- Tales of Phantasia (Mars, Pegasus, Harrison)
- Tales of the Abyss (Largo)
- Tales of the World: Narikiri Dungeon 2 (Mighty Kongman)
- Tales of the World: Narikiri Dungeon 3 (Mighty Kongman)
- Tales of the World: Radiant Mythology 2 (Mighty Kongman)
- Tales of VS. (Mighty Kongman)
- Tengai Makyō III: Namida (Taojirius)
- The Misadventures of Tron Bonne (Teisel Bonne)
- The Space Adventure (Crystal Bowie)
- Tom Clancy's Splinter Cell (Sam Fisher)
- Tom Clancy's Splinter Cell: Chaos Theory (Sam Fisher)
- Tom Clancy's Splinter Cell: Conviction (Sam Fisher)
- Tom Clancy's Splinter Cell: Pandora Tomorrow (Sam Fisher)
- Unicorn Overlord (Galerius)
- Valis IV (Asfar)
- Xenoblade Chronicles (Xord)
- Xenoblade Chronicles X (Van Damme)
- Xenoblade Chronicles 2 (Vandham)
- Xenoblade Chronicles 3 (Guernica Vandham)
- Ys IV: The Dawn of Ys (Gadis)
- Ys: Memories of Celceta (Gadis)
- Yumimimikkusu (Narratore)

Fonti: